# Ruído Branco
Ruído Branco (título original:White Noise) é um romance de Don DeLillo, publicado em 1985. O romance foi amplamente aclamado e ganhou o National Book Award no mesmo ano. Ele trouxe a DeLillo grande notoriedade. A Time incluiu o romance em sua lista de "Melhores romances em língua inglesa de 1923 a 2005".
Ruído Branco explora vários temas que surgiram durante a metade do século XX, por exemplo, consumismo desenfreado, saturação da mídia, intelectualismo acadêmico, conspirações, desintegração e reintegração da família, desastres causados pelo homem e a natureza potencialmente regenerativa de violência. O estilo do romance é caracterizado por uma heterogeneidade que utiliza "montagens de tons, estilos e vozes que têm o efeito de unir terror e humor selvagem como o tom essencial da América contemporânea". DeLillo originalmente queria chamar o livro de Panasonic, mas a Panasonic Corporation  se opôs ao título.